# Včelařský spolek v Rosicích
Včelařský spolek v Rosicích vznikl 15. dubna 1901.

## Historie
Organizování včelařů ve spolcích bylo téměř zákonitým vyústěním práce, spolupráce a rozšiřování tohoto oboru. První spolek v Rakousku-Uhersku byl založen v Čechách 1. června 1852 v zámku Krásný dvůr u Podbořan. V Brně včelařský spolek vznikl v roce 1868, do té doby zde od roku 1854 pracoval včelařský odbor Hospodářské společnosti. V té době byl velmi aktivní ve včelařské práci na Moravě MUDr. František Živanský. Spolupracoval také s Gregorem Mendelem – včelařem a průkopníkem genetiky.
Od roku 1867 začal vycházet časopis Včela brněnská, v roce 1899 byl přejmenován na Včelu moravskou a stal se časopisem ústředním. V roce 1898 byl „Samostatný spolek včelařů moravských“ přejmenován na „Zemský ústřední spolek včelařský pro markrabství moravské v Brně“. Zde se sdružovali včelaři z Moravy až do roku 1920. V této době bylo založeno mnoho spolků, jeden z nich také v Rosicích.
Nejdříve se 10. února 1901 sešli včelaři – zástupci Rosic a okolních obcí – Babice, Boží Požehnání (dnes Zastávka), Lukovany, Neslovice, Ostrovačice, Německé Kynice (dnes Veverské Knínice), Zbejšov, Říčany. V založení spolku spatřovali možnou cestu dál, proto organizace v Rosicích oficiálně vznikla již 15. dubna 1901.
V roce 1903 měl spolek 52 členů. V roce 1910 měl 35 členů, což znamenalo 16. místo na Moravě (včelstev 386, což bylo 8. místo). V roce 1911 se spolek účastnil výstavy a jeden z členů – p. Havlíček z Domašova byl oceněn za krmítko – vzor dodnes užívaný. V době války jako reakce na nedostatek cukru velmi stoupla cena medu. V roce 1920 se Zemský ústřední spolek přejmenoval na „Zemské ústřední včelařských spolků pro Moravu“. Byla to doba rozvoje celé společnosti a také včelařství. V této době se zvyšovaly výnosy medu a také se pozornost věnovala nemocem včel. V roce 1923 byla založena chovatelská stanice v Babicích nad Svitavou.
Včelaři z Rosic byli vždy aktivní v přístupu ke komplexní včelařské problematice. V květnu 1925 zde vznikla „Družina přátel plemenného chovu“. Zde se velmi aktivně uplatnil člen František Posádka, který je patrně nejvýznamnější osobností místní včelařské organizace po dobu jejího trvání. V okolí vznikly podobné stanice plemenného chovu v Ivančicích a Ketkovicích, ta však pracovala pouze rok. Rosická stanice plemenného chovu je poprvé zmiňována v roce 1929. Je spojována s osobností Františka Posádky a také kmenem včel Rosička.
Chovatelská stanice v Babicích nad Svitavou dala základ při zřizování spolkového včelína při Vysoké škole zvěrolékařské v Kuřimi. Zde však vznikaly problémy se včelínem na půdě vysoké školy. Do toho vstoupily Rosice s návrhem koupit vhodnou část lesa „Obora“ do majetku ústředí a sem přesídlit stanici z Babic. Návrh podpořilo město Rosice i valná hromada Zemského ústředí 19. dubna 1934 ve Zlíně. Pozemek byl koupen za 8 000 Kčs.
Po velké práci s terénními úpravami byla stanice vlakem převezena a 17. června 1934 bylo uspořádáno slavnostní převzetí klíče. Klíč převzal František Posádka, který už dříve dojížděl do Kuřimi, aby vylepšil velmi špatné hospodaření svých předchůdců na této stanici. Události po roce 1939 měly na činnost spolku neblahý vliv. Po osvobození se činnost spolku opět vracela do původních kolejí. V roce 1948 měl spolek 250 členů. V této době se uvažovalo, že se v Rosicích, při chovném včelíně, zřídí odborné včelařské učiliště. K tomu však nedošlo.
Roku 1950 byla snahou Františka Posádky z včelařského domu v Brně dovezena do Rosic busta MUDr. F. Živanského. 7. června 1951 se slavilo 50 let od založení rosického spolku. Tehdy byla busta odhalena. V roce 1952 byly ministerstvem vnitra zrušeny včelařské spolky a vznikla okresní sdružení. Jako jinde, i zde se od 50. let uplatňovaly tendence klást důraz na politiku, ale odborná stránka činnosti se nedala politikou obejít.
Roku 1957 zemřel František Posádka. I po jeho smrti se pořádaly různé kurzy, školení, přednášky. Pracovaly tři mládežnické včelařské kroužky – v Rosicích, Ketkovicích a v Zastávce. Rok 1961 byl sice jubilejní, ale oslavy se nekonaly. Rok byl velmi chudý, ztráty veliké. V roce 1962 byl přijat jako člen spolku Výzkumný ústav na Kývalce. 20. února 1971 se v rámci oslav výročí spolku konal včelařský ples.
V roce 1972 bylo rozhodnuto o stavbě budovy vhodné k pořádání přednášek. Stavět se mělo na stanici v Rosicích, cena měla být 300 000 Kčs (podle některého zdroje 600 000 Kčs). Organizaci výstavby měl na starosti tehdejší správce stanice Jan Komárek. Ten se díla ujal s takovým nasazením, že výsledek předčil očekávání (i cenu). Místo původně plánovaného dřevěného domku bylo rozhodnuto o stavbě mnohem reprezentativnější. Budovu projektoval Ing. arch. Dušan Babánek z Rosic.
Práce začaly 12. května 1973, stavělo se v akci „Z“. Hotovo mělo být v dubnu 1976. Stavba se dočkala veliké podpory i mnohých dalších spolků, a to jak brigádnické, tak i finanční. Odpracováno bylo 11 580 hodin. Ve své konečné podobě budova obsahuje nejen přednáškový sál (dnes knihovna), ale dále také muzeum, kabinet, šatnu, galerii, sociální zázemí a kuchyňku. Dostavba se podařila v předstihu oproti původnímu plánu. 20. července 1975 se konalo slavnostní otevření nejen nové budovy, ale také celého nově oploceného areálu o ploše 19 000 m².
Dnes středisko nemá stálého zaměstnance a funguje formou pronájmu. Od roku 1994 je pronajímatelem a provozovatelem areálu Ing. Josef Janoušek.